# Görarp
Görarp är en bebyggelse i Helsingborgs kommun i Bårslövs socken är belägen nära tätorten Helsingborgs yttre delar, på motsatt sida av E6:an. Bebyggelsen är koncentrerad längs med Görarpsvägen, som går i en oregelbunden båge med början och slut vid Rausvägen. Bebyggelsen består av ett antal villor från 60-talet i den södra änden och några nyare villor i norr, men annars domineras den av ett flertal växt- och drivhus inriktade på blomster- eller grönsaksodling.
Görarps yta sträcker sig från Råån i söder upp till nya brandstationen intill Välluv och i öster går gränsen cirka 500 meter efter avfarten från Rausvägen mot Bårslövs kyrka.
I samband med att bebyggelse uppfördes på 1970-talet klassades delar av Görarp om till att tillhöra Bårslöv. Bebyggelsen var mellan 1990 och 2020 klassad som en separat småort. Vid avgränsningen 2020 blev den klassad som en del av tätorten Bårslöv.
Sydväst om orten har man funnit en del fornlämningar i form av gravhögar från bronsåldern och öster om orten har man funnit spår efter en stenåldersboplats.